# Werner Jäger (Eisschnellläufer)
Werner Jäger (* 3. September 1959 in Innsbruck) ist ein ehemaliger österreichischer Eisschnellläufer.

## Werdegang
Jäger, der für den USC Innsbruck startete, wurde im Jahr 1978 österreichischer Juniorenmeister im Kleinen Vierkampf und sechsmal österreichischer Meister im Großen Vierkampf (1979–1984). Zudem kam er bei österreichischen Meisterschaften dreimal auf den zweiten Platz sowie fünfmal auf den dritten Platz und trat international erstmals in der Saison 1974/75 in Erscheinung. In der Saison 1976/77 siegte er bei der 3-Bahnen-Tornee in Innsbruck im Mehrkampf und errang bei den Juniorenweltmeisterschaften 1977 in Inzell den 22. Platz in Kleinen Vierkampf. Bei den Juniorenweltmeisterschaften 1978 in Montreal lief er auf den 29. Platz und bei den Juniorenweltmeisterschaften 1979 in Grenoble auf den 18. Rang in Kleinen Vierkampf. In den folgenden Jahren nahm er an acht Mehrkampfweltmeisterschaften (1980 in Heerenveen, 1981 in Oslo, 1982 in Assen, 1983 in Oslo, 1984 in Göteborg, 1985 in Hamar. 1986 in Inzell und 1987 in Heerenveen) teil. Seine beste Platzierung dabei erreichte er in den Jahren 1982 und 1983 mit dem 12. Platz im Großen Vierkampf. Zudem startete er bei sieben Mehrkampfeuropameisterschaften (1981 in Deventer, 1982 in Oslo, 1983 in Den Haag, 1984 in Larvik, 1985 in Eskilstuna, 1986 in Oslo und 1987 in Trondheim). Dabei war der 12. Platz im Jahr 1984 im Großen Vierkampf sein bestes Ergebnis. In der Saison 1982/83 gewann er bei der 3-Bahnen-Tournee in Inzell und in Innsbruck jeweils den Mehrkampf-Wettbewerb. In der folgenden Saison belegte er beim Dynamo Cup in Berlin den dritten Platz im Kleinen Vierkampf und bei seiner einzigen Teilnahme an Olympischen Winterspielen in Sarajevo den 15. Platz über 1500 m, den 12. Rang über 10.000 m sowie den achten Platz über 5000 m. Zu Beginn der Saison 1985/86 nahm er in Trondheim erstmals am Eisschnelllauf-Weltcup teil, wobei er den 13. Platz über 1500 m und den neunten Platz über 5000 m errang. Im weiteren Saisonverlauf erreichte er in Oslo mit dem vierten Platz über 5000 m seine beste Platzierung in dieser Rennserie und zum Saisonende mit fünf Top-Zehn-Platzierungen den neunten Platz im Weltcup über 5000/10.000 m. Zudem lief er bei der Sprintweltmeisterschaft 1986 in Karuizawa auf den 28. Platz. Seinen letzten Weltcup absolvierte er im Januar 1988 in Davos, welchen er auf dem 24. Platz über 1500 m beendete.

## Erfolge

### Olympische Spiele
- 1984 Sarajevo: 8. Platz 5000 m, 12. Platz 10.000 m, 15. Platz 1500 m

### Mehrkampf-Weltmeisterschaften
- 1980 Heerenveen: DSQ Großer Vierkampf
- 1981 Oslo: 36. Platz Großer Vierkampf
- 1982 Assen: 12. Platz Großer Vierkampf
- 1983 Oslo: 12. Platz Großer Vierkampf
- 1984 Göteborg: 17. Platz Großer Vierkampf
- 1985 Hamar: 13. Platz Großer Vierkampf
- 1986 Inzell: 24. Platz Großer Vierkampf
- 1987 Heerenveen: 29. Platz Großer Vierkampf

### Sprint-Weltmeisterschaften
- 1986 Karuizawa: 28. Platz Sprint-Mehrkampf

### Mehrkampf-Europameisterschaften
- 1981 Deventer: 14. Platz Großer Vierkampf
- 1982 Oslo: 13. Platz Großer Vierkampf
- 1983 Den Haag: 14. Platz Großer Vierkampf
- 1984 Larvik: 12. Platz Großer Vierkampf
- 1985 Eskilstuna: 14. Platz Großer Vierkampf
- 1986 Oslo: 16. Platz Großer Vierkampf
- 1987 Trondheim: 22. Platz Großer Vierkampf

## Persönliche Bestleistungen
| Disziplin | Zeit         | Datum             | Ort        |
| --------- | ------------ | ----------------- | ---------- |
| 500 m     | 39,61 s      | 14. Februar 1987  | Heerenveen |
| 1000 m    | 1:18,36 min  | 1. Februar 1986   | Innsbruck  |
| 1500 m    | 1:57,27 min  | 14. Februar 1987  | Heerenveen |
| 3000 m    | 4:12,37 min  | 10. Dezember 1983 | Inzell     |
| 5000 m    | 7:01,06 min  | 4. Dezember 1987  | Calgary    |
| 10.000 m  | 14:36,48 min | 6. Dezember 1987  | Calgary    |